# Rotunda (jordbruk)
Rotunda (från latinets rotunda) inom jordbruk är en cylindrisk övre del i en större ladugård där t.ex. hö kunde köras in med en vagn, dragen av dragdjur som häst eller oxe, så att lasten lättare kunde komma upp på t.ex. höloftet. Vagnen kunde efter urlastning köras ut utan att behöva vändas. Dessutom kunde flera vagnar köras in samtidigt för att lastas ur snabbare.
Rotudan var viktig för lantbruket eftersom den snabbade upp lagringen av t.ex. hö. Senare kom den att ersättas av eldrivna transportörer vilka kunde forsla upp höet till ladugårdens övervåning.